# Саузе-д'Улькс
Саузе-д'Улькс (італ. Sauze d'Oulx, п'єм. Sauze d'Ols) — муніципалітет в Італії, у регіоні П'ємонт, метрополійне місто Турин.
Саузе-д'Улькс розташований на відстані близько 580 км на північний захід від Рима, 70 км на захід від Турина.
Населення — 1122 особи (2014).
Щорічний фестиваль відбувається 24 червня. Покровитель — святий Іван Хреститель.

## Демографія
Населення за роками:

Станом на 1 січня 2023 року в муніципалітеті офіційно проживало 113 іноземців з 23 країн, серед них 57 громадян країн Євросоюзу та 3 громадяни України.

## Сусідні муніципалітети
- Улькс
- Праджелато
- Сестрієре